# Gertrude of Wyoming

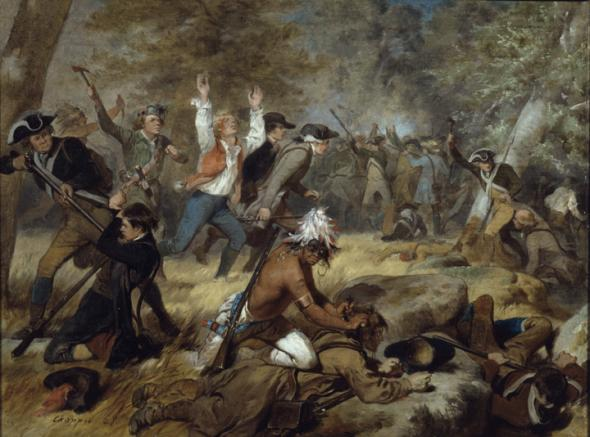
Masakra w dolinie Wyoming

Gertrude of Wyoming; or, The Pensylvanian Cottage – poemat szkockiego poety Thomasa Campbella (1777-1844), ogłoszony w tomie Gertrude of Wyoming; a Pennsylvanian Tale and Other Poems, opublikowanym w Londynie w 1809. Utwór opowiada o tragicznym zdarzeniu z czasów amerykańskiej wojny o niepodległość.  W poemacie opisana została masakra w dolinie Wyoming, która miała miejsce 3 lipca 1778. Wtedy to osadnicy wierni koronie brytyjskiej, przy wsparciu miejscowych Indian, Irokezów dokonali rzezi zwolenników niepodległości Stanów Zjednoczonych. dzieło zostało napisane kunsztowną strofą spenserowską, czyli zwrotką dziewięciowersową, rymowaną ababbcbcc. 

On Susquehana's side, fair Wyoming,
Although the wild-flower on thy ruin'd wall
And roofless homes a sad remembrance bring
Of what thy gentle people did befall,
Yet thou wert once the loveliest land of all
That see the Atlantic wave their morn restore.
Sweet land ! may I thy lost delights recall,
And paint thy Gertrude in her bowers of yore,
Whose beauty was the love of Pensylvania's shore!